# 漢朝經濟

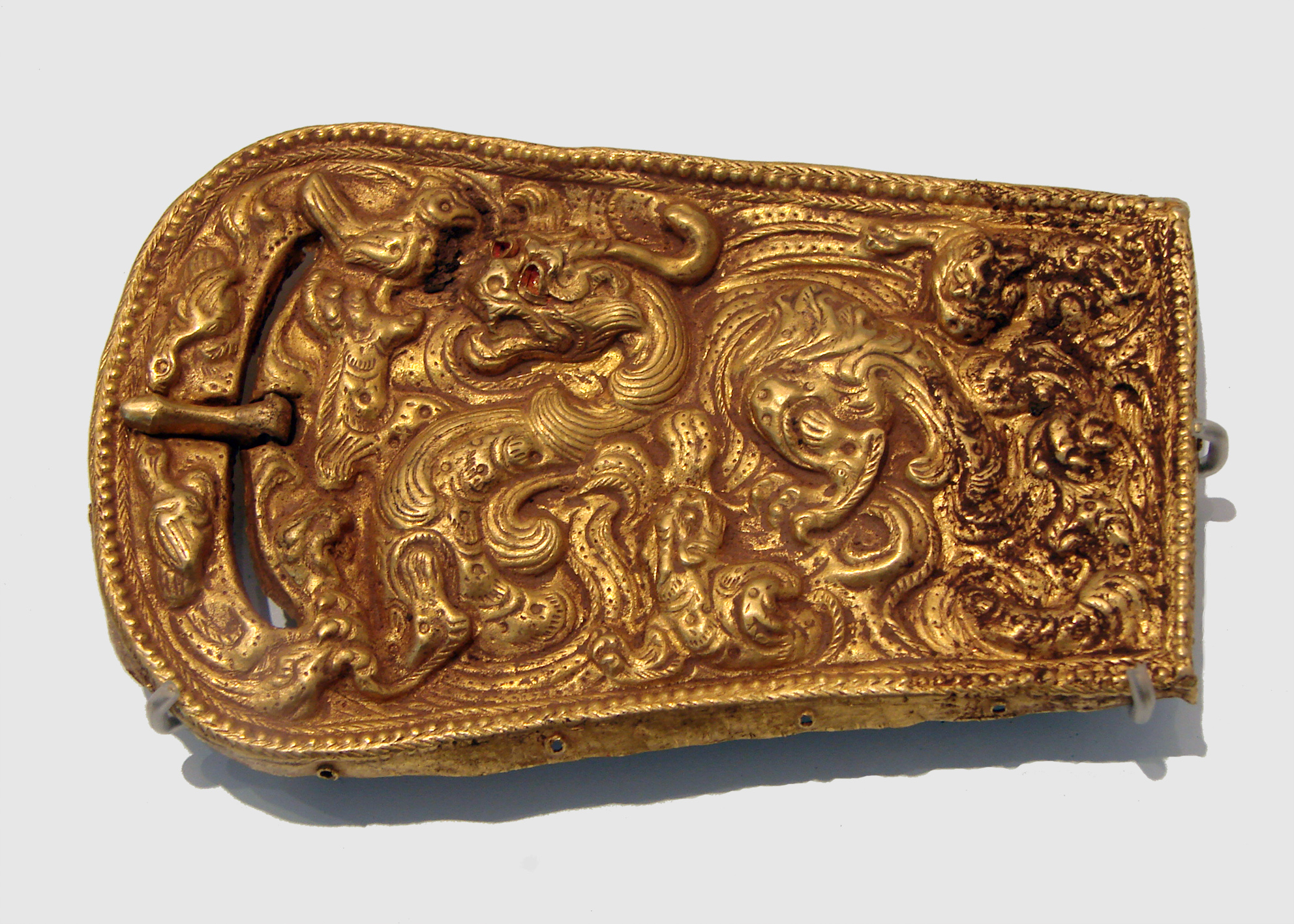
一个西汉的金腰带，铸造并凿成神话中的动物和鸟

汉代经济先后经历了繁荣和衰落两个极端的阶段。它通常分为三个时期：西汉（公元前202年－公元9年)，新朝（公元9年－公元23年），东汉（公元25年－公元220年）。前摄政王王莽建立的新朝，曾短暂地打断了汉朝的漫长统治。随着王莽的垮台，汉朝的首都也从长安向东迁到了洛阳。因此，史学家就将汉朝的这两个时期分别命名为西汉和东汉。
汉朝经济表现为人口的大量增长，城市化程度的提高，商业和贸易和中央集权制都得到了前所未有的发展。在该时期，货币的铸造水平和流通速度都有了显著的提高，从而奠定了稳定的货币体系基础。丝绸之路也促进了汉朝和亚欧各国的贸易和贡品往来，许多商品是中国古人之前闻所未闻的。
两汉的首都长安和雒陽，根据人口和面积当时可以位于世界最大城市之列。官方作坊为皇宫制造家具服饰，为老百姓生产商品。政府监督公路和桥梁的修建，从而促进了官方业务及商业的发展。根据汉朝制度，实业家，批发商和商人，无论是小店主还是富商，都可以在国内公共领域，甚至是在军事领域经商。
汉朝初期，农民大部分是自给自足式的，但已经越来越多的依赖商业交换，交换的对象是坐拥大片粮田的富裕地主。许多农民因此身负重债而被迫成为了地主阶层的长工或佃户。汉朝继续尽可能的向贫农施以经济援助，而他们则不得已要和有权有势的贵族、地主、商人竞争。朝廷也不遗余力的通过赋以重税或宏观调控等方式限制权贵势力的发展。汉武帝（公元前141年至公元前87年在位）在位期间，朝廷甚至将盐铁收归国有。然而，这些国家垄断政策在东汉时期均被废止。公元前2世纪，国家对私有经济的不断干预严重削弱了商人阶层的利益。这使得富裕地主的势力不断扩大，也保证了农业主导型经济得以继续发展。这些富裕地主最终主导了商业活动，获得了农民的控制权。原本仰仗农民获取税收、军力、以及公共劳力的朝廷变得风雨飘摇。公元1世纪80年代，在经济和政治双重危机的压力之下，汉朝的权力已经被严重分散。与此同时，大地主的自由和权力也在他们势力范围里日渐膨胀了起来。

## 货币系统与城市化

### 城市化和人口

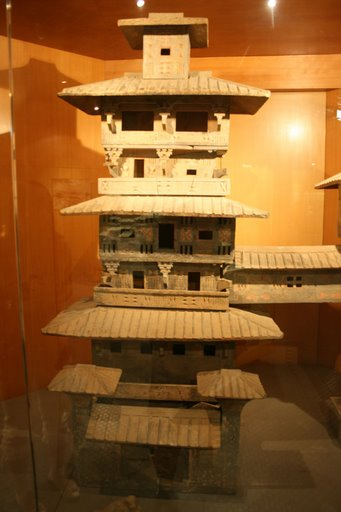
一个描画着汉代建筑的陶瓷模型——在汉朝皇陵发现，描绘了一个城市中的有阳台、平铺着瓦并有斗拱屋檐的的塔，在塔的第三层有一个桥通向另一座塔楼

在战国时代（公元前403年—前221年），私人商业、新贸易路线、手工业和货币经济的发展促进了新的城市中心的发展。它们跟仅作为王公贵族阶级权利象征的宫城明显不同。
在秦朝（公元前221年—206年），相距遥远的城市间的贸易往来因全国标准货币的使用而便利。许多汉代的城市也发展壮大：西汉的成都有35.4万居民；洛阳有33.2万居民；国都长安约有24.62万居民，而东汉国都雒陽约有50万居民。
公元2年的税收普查记载，汉代有12366470户人家，5760万人口。生活在城市中的绝大部分平民百姓大部分住在外城及其城墙门楼之外的郊区。
将城外郊区算在内，西汉长安的总面积为36平方（14平方英里），东汉雒陽的总面积为24.5平方（9.5平方英里）。
在长安和雒陽各自有两个很大的集贸市场，每一个集贸市场都有一个两层楼高的建筑，作为负责集贸市场管理的朝廷官员的办公点，建筑物顶端竖有一面旗帜且摆放了一面鼓以示区别。这些官员主要负责维持市场秩序、征收商业税、按月制定标准的商品价格和批准买卖契约。

### 货币变更
在西汉早期，开国皇帝汉太祖（约公元前202年—195年）为了支持私铸，关闭了政府造币厂(此处已修改)。汉高祖的寡妇皇后吕雉，作为太皇太后，她在公元前186年废除了私营铸币。她首次发行了由政府铸造的重5.7克（0.20盎司）的铜币。而在公元前182年发行了另一种重1.5克（0.053盎司）的钱币。改用重量较轻的钱币造成了大范围通货膨胀，因此公元前175年，汉文帝（约公元前180-157年）颁布了私营铸币厂禁令；它们只允许铸造重量刚好为2.6克（0.092盎司）的钱币。公元前144年，即汉景帝（约公元前157年-141年）统治末期，私营铸币被再一次废除。尽管如此，中央及地方郡政府仍继续发行重2.6克（0.092盎司）的铜钱。直到公元前120年，那一年间，钱币被1.9克（0.067盎司）的铜钱所代替。其他货币也在这一年间发行。征集政府税收时使用面值四十万的绣花白鹿皮代纸币。汉武帝还采用三种面值分别是三千、五百和三百的银锡合金钱币；所有的钱币重量都在120克（4.2盎司）以下。

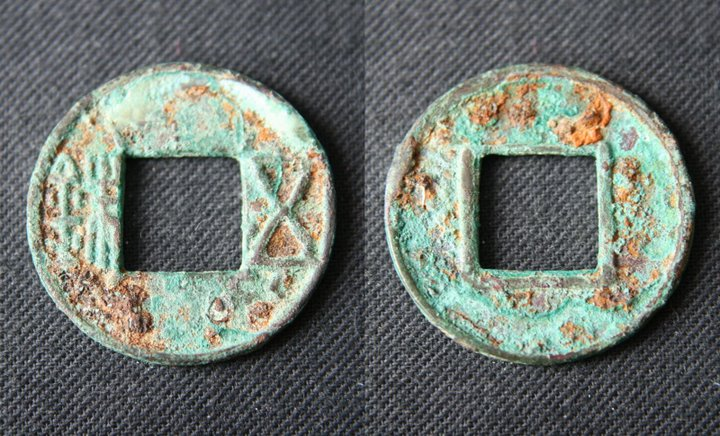
汉武帝（前141-前87年在位）时发行的五株钱，直径25.5mm。

公元前119年，政府发行了重3.2克（0.11盎司）的五铢钱；该钱币是唐武德四年（621年）以前的标准货币。[11]在王莽（公元前45年-公元23年）短暂自立的新朝时期（公元9到23年），政府分别在公元7年、9年、10年和14年采用了几个新的货币单位。这些单位（包括铜刀币、金、银、龟币及贝币）的市场价格与它们的重量不符，从而贬损了钱币的价值。[12]在新朝滅亡后的大范围内战有所缓解后，汉光武帝（约公元25-57年）在马援的鼓动下，于公元40年重新采用了五铢铜币。[12]由于各个郡发行货币的质量低，重量轻，中央政府于公元前113年关闭了所有的郡铸币厂，并赋予中央政府水路及公路掌管者独有的铸币权。[13]尽管在东汉初始中央政府发行的货币都转移到了大司农（中央政府九卿之一）的办公室，中央政府仍然保持了对货币发行的垄断权。[14]
加里·李·托德（Gary Lee Todd）【伊利诺伊大学厄巴纳－香槟分校（University of Illinois at Urbana-Champaign）史学博士及中国河南省新郑郑州大学西亚斯国际学院（Sias International University in Xinzheng, Henan, China）史学教授】在他的网站提供了以下西汉与新朝时期发行的货币图片：[15]

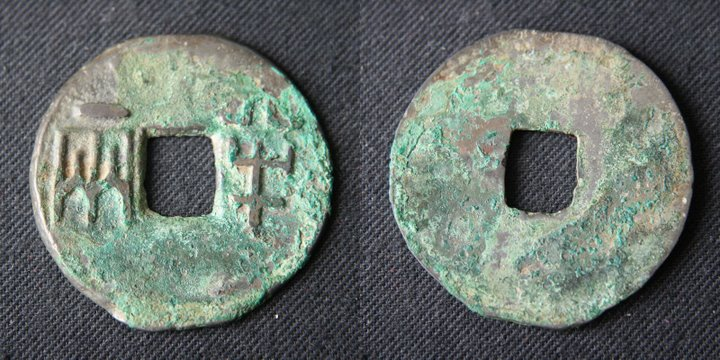
吕后（前187-前180年摄政）时发行的硬币，直径34mm
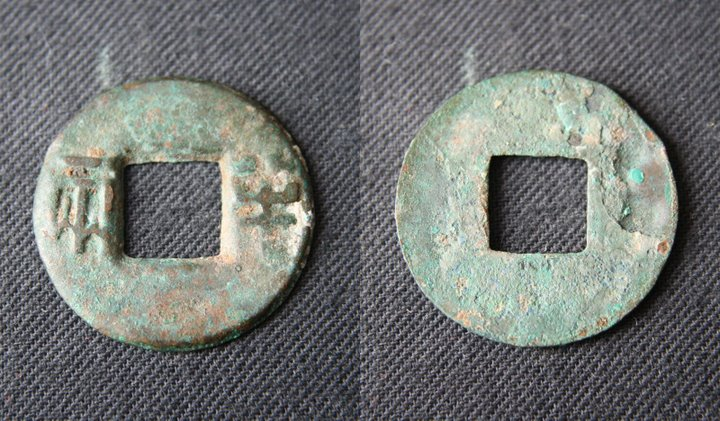
汉文帝（前180-前157年在位）时发行的硬币，直径24mm
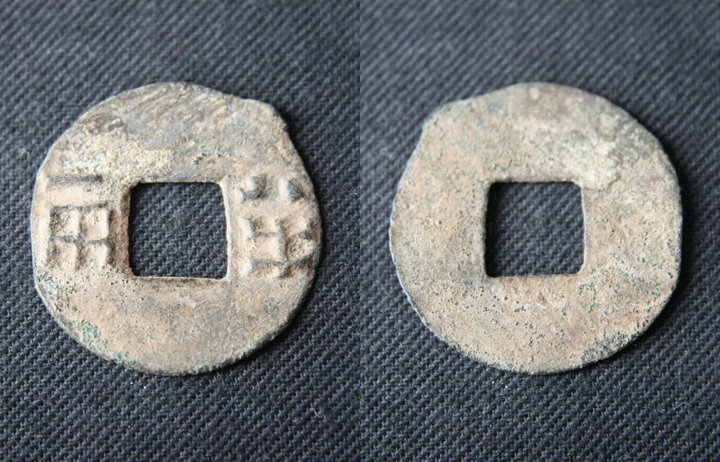
汉武帝时，国家垄断货币发行前发行的铅制硬币，直径22-23mm
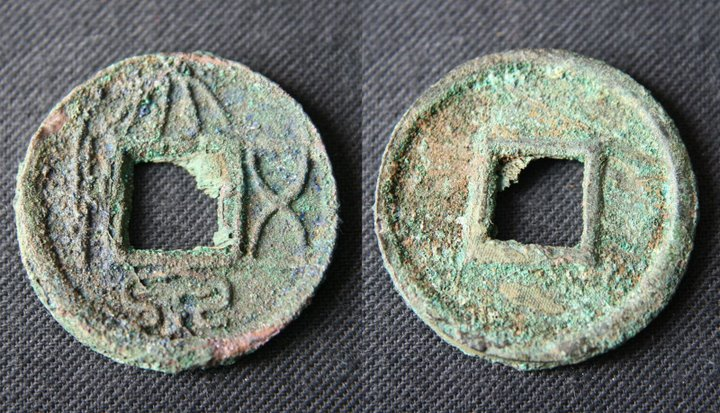
王莽（6-9年摄政）时发行的硬币，直径28mm
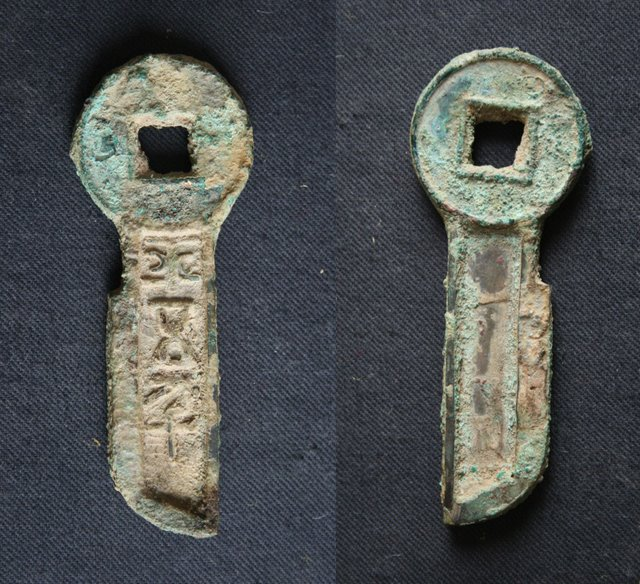
王莽（9-23年在位）时发行的刀币
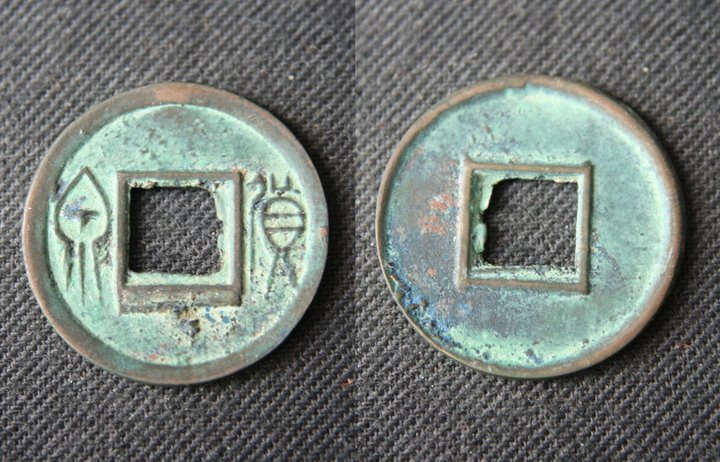
王莽在位时发行的硬币，直径20mm

### 流通及薪资
商人及小农以钱币缴纳财产及人头税，并将一部分收获的农产品缴纳土地税。农民则通过为富有的地主做工，在酿造业等行业当劳动力或是通过在城市市集中出售农产品及自制品赚取钱币。汉代朝廷可能发现以钱币征税是最简易的方式，因为这样就无需运输被征税的货品了。
自公元前118年到公元5年，朝廷铸造了280億多枚钱币，每年平均铸造2.276億枚（或22.76萬贯钱币）。相比唐代的天宝年间（公元742至755年），每年铸造钱币3.27億枚。到了宋代（公元960年至1279年），铸造的钱币数则为公元1045年30億枚，公元1080年58.6億枚。由于工钱只以现金支付，在东汉时期钱币现金成为衡量财富的普遍标准。第五伦（约公元40年至85年）——汉代蜀郡（今四川省）太守描述道其下属官员财富并非以拥有的土地折算，而以钱币现金计算资产总和，其价值大约为1千萬枚钱币。
安格斯·麦迪森估计当时漢朝国内生产总值以1990年美元计相当于450美元/每人——这一总数超过了90年代最低生活水准，且直到10世纪末期宋朝初年也未发生过明显改变。钱币现金的广泛流通令众多商人致富，涉及成百上千枚钱币的商业交易在当时比比皆是。他们将自己的财富用于土地买卖，成为了富有的地主。官府为现金流动做出的一系列努力令特定的社会阶层强大起来，而这一阶层政府也曾极力试图通过征收重税、处以高额罚金、充公及价格监管机制予以压制。

## 国内贸易

### 货物和商品交易
汉朝的史学家司马迁（公元前145年——前86年），班固（公元32年——92年）以及后来的史学家范晔都记载了汉朝商人进行商业交易和商品贸易的细节，考古学的发现也证明了这些商品出现在汉朝。
汉朝主要的农产品主食有谷子，黍，大米（包括糯米），小麦，豆类和大麦。其他的食品还有高粱，芋头，锦葵，芥菜，枣，梨，李子（包括柳樱和梅子），桃子，杏和杨梅。鸡，鸭，鹅，牛，猪，兔，梅花鹿，斑鸠，猫头鹰，竹鸡，喜鹊，雉鸡，鹤以及各种鱼类都是常见的食用肉类。
不论是小规模农户还是大规模生产商，经营蚕丝业生产丝绸，都获利颇丰。对穷人而言，丝绸衣服太贵，他们大部分穿麻布衣服。在农村，通常都是妇女自己织布。
常见的铜制物品包括像油灯，香炉，桌子，熨斗，火炉以及滴瓶等家用器具。铁制物品通常被用于建造和农活中，例如犁，镐，铁锹，铲子，锄头，镰刀，斧子，扁斧，锤子，凿子，刀，锯，划针和钉子。铁也在军事方面被用来制造剑，戟，箭头和鳞片铠甲。
酒，腌菜，酱汁；牛皮，羊，猪；谷物，木材船，竹竿，轻型两轮车，重牛车，漆器，铜家具，筷子；银，木材，铁船，染料，马，角质品，朱砂，丝织物，上等粗布，黑貂皮，狐皮衣物；毛毡，席子；水果，蔬菜；玉，琥珀，鹿皮拖鞋，陶制品以及由梓木，槐木，柏木以及涂漆木制成的葬用棺材都是其他常见物品。
除了常用货品外，汉史学家还列出了特别地区的货物。现在的山西地区常见的交易物品有竹子，林木，谷物和宝石；山东有鱼，盐，酒和丝；江南有樟脑，梓木，生姜，桂皮香料，黄金，锡，铅，朱砂，犀牛角，龟壳，珍珠，象牙和皮革。Ebrey列出了在甘肃吴未（沿着中国长城旁边的河西走廊）发现的一座公元2世纪的古墓中物品，由此证明即使是在遥远的边境处也能找到奢侈品。